# Winkler Bräu

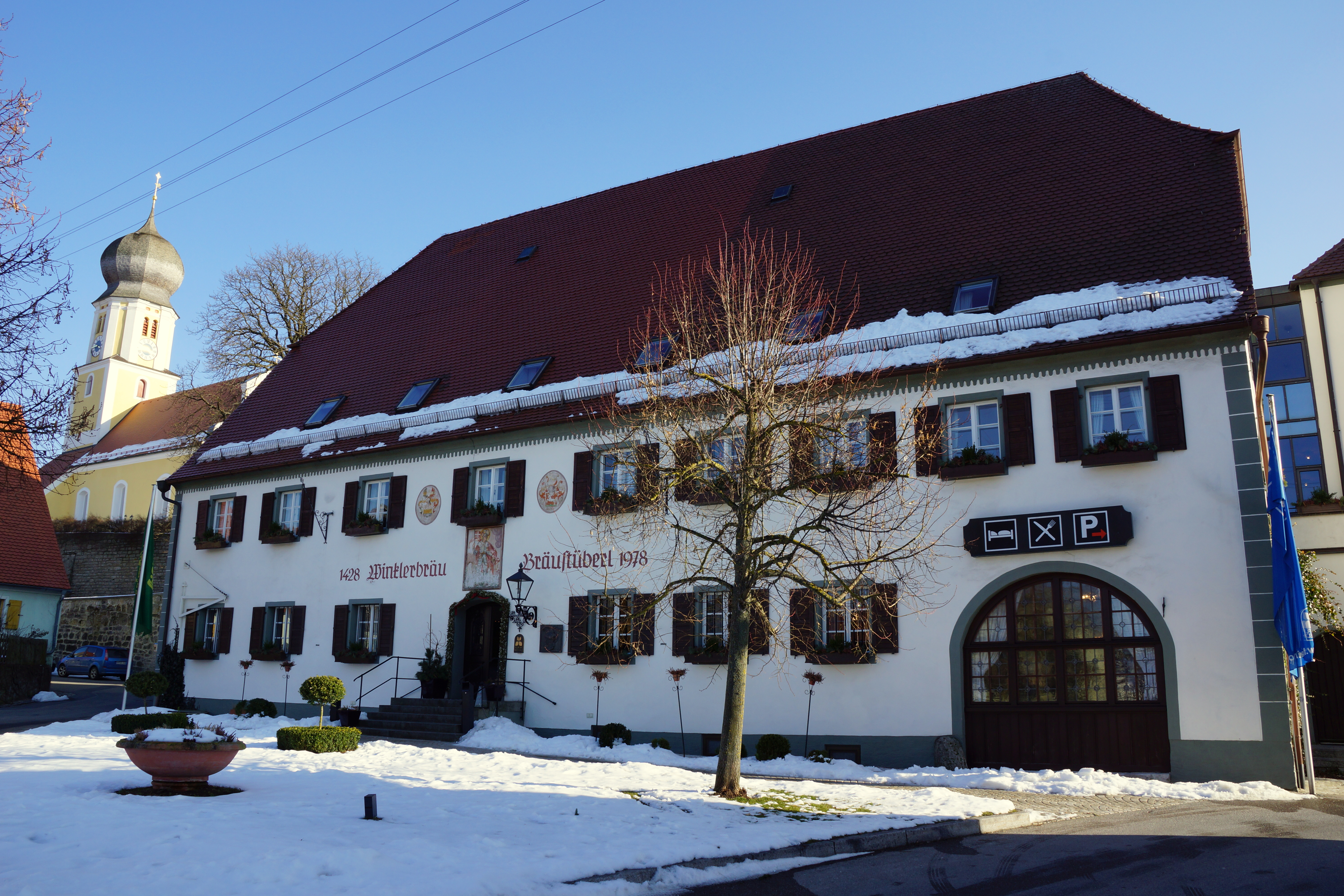
Bräustüberl

Der Winkler Bräu ist eine familiengeführte Bierbrauerei im Ortsteil Lengenfeld der oberpfälzischen Stadt Velburg (Landkreis Neumarkt in der Oberpfalz). Die Brauerei hatte 2008 eine Jahresproduktion von 7000 Hektolitern; zu ihr gehört ein Gutshof-Hotel und eine denkmalgeschützte Brauereigaststätte aus dem Jahr 1426. Die Getränke werden unter den Hausmarken "Winkler" und "Kupfer" vertrieben.

## Spirituosen
Auf Basis der Biere wird der "Lengenfelder Bierbrand" destilliert.

## Brauverfahren
Die Biere werden in offenen Bottichen gebraut. Zum Einsatz kommt Granderwasser und Braugerste von gutseigenen Anbauflächen.